# Gerhard Warmo
Gerhard Warmo (* 20. Februar 1920) ist ein deutscher ehemaliger Fußballspieler. Er bestritt von 1949 bis 1951 in Babelsberg und Dresden Erstligafußball.

## Sportliche Laufbahn
Nach dem Ende des Zweiten Weltkriegs wurde ab 1946 in der Sportgruppe Babelsberg wieder Fußball betrieben. Ihr erster Erfolg war 1948 die Brandenburger Fußballmeisterschaft. Im 0:1 verlorenen Endspiel gegen die SG Cottbus Ost wirkte als zentraler Mittelfeldspieler der 28-jährige Gerhard Warmo mit. 1949 gewannen die Babelsberger, ebenfalls mit Warmo, mit einem 2:1-Sieg über die BSG Franz Mehring Marga den Landesmeistertitel. Sowohl als Vizemeister und als Meister qualifizierte sie die SG Babelsberg für die Ostzonenmeisterschaften 1948 und 1949, bei denen die Babelsberger jeweils nach ihrem ersten Spiel ausschieden.
Zur Saison 1949/50 startete in der Ostzone als neue landesweite Fußball-Spitzenklasse die Fußball-Liga des Deutschen Sportausschusses, kurz DS-Liga. Unter den 14 teilnehmenden Mannschaften hatte sich auch die SG Babelsberg als Brandenburger Meister qualifiziert, trat nun aber als Betriebssportgemeinschaft (BSG) Märkische Volksstimme an. Zum Spielerkader gehörte nach wie vor der nun schon 29-jährige Warmo. Mit seinen 23 Einsätzen bei 26 Ligaspielen wurde er zum Stammspieler und wurde regelmäßig als Mittelfeldspieler aufgeboten.
Mit Beginn der Spielzeit 1950/51 wechselte er zur Sportgemeinschaft der Deutschen Volkspolizei Dresden, die bisher in der 6. Spielklasse Stadtliga Dresden gespielt hatte. Aus politischen Gründen wurde sie in die DDR-Oberliga (bisher DS-Liga) eingegliedert und war hauptsächlich durch Spieler anderer VP-Gemeinschaften verstärkt worden. Warmo war einer der wenigen Zivilisten, die zur SG VP Dresden stießen. In der Hinrunde gehörte er anfangs noch zur Stammelf und kam bis zum zehnten Oberligaspieltag achtmal als Mittelfeldspieler zum Einsatz. Danach wurde er zwischen dem 16. und 31. Spieltag nur noch sporadisch in weiteren fünf Punktspielen aufgeboten.
Nach seinen 36 Oberligaspielen von 1949 bis 1951 beendete Gerhard Warmo seine Laufbahn als Leistungsfußballer.